# Fursenkoina
Fursenkoina es un género de foraminífero bentónico de la familia Fursenkoinidae, de la superfamilia Fursenkoinoidea, del suborden Buliminina y del orden Buliminida. Su especie tipo es Virgulina squammosa. Su rango cronoestratigráfico abarca desde el Cretácico superior hasta la Actualidad.

## Discusión
Clasificaciones previas incluían Fursenkoina en el suborden Rotaliina del orden Rotaliida.

## Clasificación
Se han descrito numerosas especies de Fursenkoina. Entre las especies más interesantes o más conocidas destacan:
- Fursenkoina squammosa

Un listado completo de las especies descritas en el género Fursenkoina puede verse en este anexo.